# جاي غونزاليس
جاي غونزاليس (بالإنجليزية: Jay Gonzalez)‏ هو سياسي أمريكي، ولد في 8 يناير 1971 في كليفلاند في الولايات المتحدة. حزبياً، نشط في الحزب الديمقراطي.